# 佐藤雅子
佐藤 雅子（さとう まさこ、1942年5月20日 - ）は茨城県東海村出身の作詞家、詩人である。
子どもの目線で見た世界を描く作詩で知られ、NHKのテレビ番組『おかあさんといっしょ』、『母と子のテレビ絵本』、『ひとりでできるもん!』、『BSおかあさんといっしょ』等のテーマ曲や挿入歌の作詞を担当する。
歌うための作詩を活動の一環とし、歌曲、合唱組曲、ミュージカル、校歌、園歌、社歌、等の委嘱による作品が多数ある。
小学校の「国語」や「音楽」の教科書。国語や音楽教育の指導書。SAPIX小学部や早稲田アカデミー、四谷大塚、等の進学塾の国語教材として、作品掲載の頻度がとても高い。
日本童謡協会常任理事。日本児童文芸家協会評議員。日本音楽作家団体協議会監事。板橋区文化・国際交流財団理事。社会福祉法人東京援護協会理事。日本ペンクラブ会員。日本音楽著作権協会正会員。
父は、日本画家の佐藤太清である。

## 年譜
- 1942年（昭和17年）5月20日 - 茨城県東海村に、日本画家の佐藤太清の長女として生まれる。
- 1962年（昭和37年）～1974年（昭和49年） - 坂口淳主宰同人誌「熊ん蜂」（昭和49年に坂口淳逝去により廃刊）に所属。
- 1975年（昭和50年）～2005年（平成17年） - 結城ふじを主宰同人誌「おてだま」（平成17年に廃刊）に所属。
- 1976年（昭和51年） - ろばの会創立20周年記念童謡詩公募に応募した「びっくりしちゃったの」が採用。中田喜直に作曲されるを機にデビュー。
- 1989年（平成元年） - 童謡曲集 新しいこどものうた「ぼくの団地はクリスマスツリー」（音楽之友社刊）が、第19回日本童謡賞及び天神童賞を受賞。
- 1989年（平成元年）～ - NHKのテレビ番組『おかあさんといっしょ』、『母と子のテレビ絵本』、『ひとりでできるもん!』、『BSおかあさんといっしょ』等のテーマ曲や挿入歌の作詞を担当。
- 2010年（平成22年）～ - NHKエデュケーショナルキッズワンダーランドの中で、「あひる隊長　だ～いすきおふろ」の作詞を担当。
- 2010年（平成22年） - 父親である佐藤太清の絵画とその解説、自身の童謡の演奏や詩の朗読で構成された「こもりうたのように」コンサートを板橋区文化会館で開催。
- 2011年（平成23年） - 詩画集「こもりうたのように」と「こもりうたのように」コンサートに対して第41回日本童謡賞を受賞。（日本童謡賞の受賞は2回目となる）

## 代表的な著作
- 「五月の風」（表紙絵　佐藤太清　銀の鈴社　刊）
- 「空の牧場」（表紙絵　佐藤太清　銀の鈴社　刊）
- 「ぼくの団地はクリスマスツリー」（童謡曲集　作曲甲賀一宏　音楽之友社　刊）
- 「雨の子守唄」（女性・少年少女のための合唱曲集　作曲中村守孝　音楽之友社　刊）
- 佐藤雅子とすずきしげおの作品集第1集「平成おばけ物語」（日本美術印刷株式会社　刊）
- 佐藤雅子とすずきしげおの作品集第2集「ジュージューめざし」（日本美術印刷株式会社　刊）
- 佐藤雅子とすずきしげおの作品集第3集「パセリ」（日本美術印刷株式会社　刊）
- 「こもりうたのように」（佐藤太清作品との詩画集　銀の鈴社　刊）